# Montana Resources
Montana Resources — американська компанія з видобутку міді та молібдену. Montana Resources є дочірньою компанією конгломерату The Washington Companies.
Компанія керує відкритим рудником з видобутку міді та молібдену в Б'ютті, Монтана. Montana Resources відновила роботу на копальні Continental у 1986 році, яка належала Anaconda Copper Mining Company, колишній одній з найбільших гірничодобувних компаній у світі, до її закриття в 1983 році. З моменту відновлення видобутку в 1986 році до 2020 року компанія Montana Resources виробила понад 900 000 тонн міді та понад 120 000 тонн молібдену на копальні Continental. Montana Resources є співвласником сусідньої колишньої мідної копальні Берклі Піт, у відновленні, моніторингу та управлінні якою компанія бере участь. Протягом кількох років компанія витягувала розчинену мідь безпосередньо з сірчано-кислотної води Берклі Піт.